# کی‌ام‌جی اینترنشنال
کی‌ام‌جی اینترنشنال (انگلیسی: KMG International) شرکت نفت و گاز رومانیایی است، که در سال ۱۹۷۴ تأسیس شد.